# هولدن
جنرال موتورز هولدن هي شركة أسترالية لصناعة السيارات مقرها بورت ملبورن، فكتوريا، وكانت الشركة مستقلة بذاتها حتى سنة 1931 عندما امتلكت جنرال موتورز 60٪ منها، وتعد أقدم شركة لصناعة السيارات في أستراليا، وعلى الرغم من مشاركة هولدن في الصادرات تقلبت منذ 1950م، وتراجع مبيعات السيارات الكبيرة في أستراليا أدى بالشركة أن تنظر إلى الأسواق الدولية لزيادة الربحية، وفي عام 2006 وصل حجم الصادرات للاتحاد الأفريقي وحدها ما يقرب من على 1.3 مليار دولار من العائدات.

## دخولها للشرق الأوسط
بعدما قامت شركة جنرال موتورز بضم شركة هولدن لمجموعة شركاتها تكبدت شركة هولدن خسائر كبيرة في المبيعات وانخفض حجم صادراتها، فقررت جنرال موتورز تغيير استراتيجيتها بالكامل حيث
وجدت في أسواق الشرق الأوسط العصب القوي لشركة هولدن حتى تتكمن من زيادة مبيعاتها، ولكن كانت نقطة الخلاف الجوهري أن المجتمع العربي لن يتقبل سيارات شركة لم يسمع بها من قبل وبالتالي ستفشل هولدن بالشرق الأوسط، فعمدت جنرال موتورز إلى سحب بعض وكالاتها من الشرق الأوسط ومن ضمنها الماركة الفخمة بيويك وأيضا الماركة الشعبية بونتياك من الوكلاء المحليين وأبقت على على بعض الماركات وهي كاديلاك وجي إم سي وشيفروليه، ومن ثم قامت بعمل تصاميم مشتركة بين شركاتها هولدن الأسترالية ودايو الكورية وبيوك قسم الصين. فبعد دراسات كثيرة وجدت جنرال موتورز أن طرازي شيفروليه كابريس ولومينا كانا ذات شعبية كبيرة في منطقة الخليج العربي والشرق الأوسط، فاستغلت هذه الشعبية وقامت بوضع هذه الأسماء على طرازات شركة هولدن حيث أن طراز ستيتس مان أصبح في الشرق الأوسط شيفرولية كابريس، وطراز هولدن كومودور أصبح شيفروليه لومينا. ثم قامت جنرال موتورز بتصدير طرازات شركة هولدن الأسترالية إلى الشرق الأوسط ووضعت عليها علامتها المميزة شيفروليه، حيث لاقت رواجاً كبيراً وخصوصاً في منطقة الخليج العربي حيث طرحت في البداية طرازين مخصصين لفئة الشباب هما كابريس ولومينا بشعار شيفروليه وذلك بعد إيقاف تصنيعهما في مصانع شيفروليه الأمريكية وتخصيص الطرازين المصنعين في هولدن أستراليا للشرق الأوسط فقط دون السوق الأمريكية.
وفي أواخر 2006 قامت جنرال موتور بتصدير طراز جديد من هولدن إلى الشرق الأوسط بشعار شيفروليه وهو طراز (كابتفيا) الذي وصل أول موديلاته لعام 2007.

## وصلات خارجية
- الموقع الرسمي